# Santuario di San Michele (Galbiate)
Il santuario di San Michele è un edificio religioso italiano situato nel territorio del comune di Galbiate.

## Storia
La chiesa venne costruita su disposizione del notaio Francesco Spreafico che nel suo testamento del 1682 diede anche indicazione che fosse seguito il progetto dell’architetto milanese Attilio Arrigoni (1640-1709). La costruzione del santuario iniziò nel 1718 e terminò con una copertura provvisoria nel 1752 che crollò nel 1939.
La chiesa presenta una pianta ottagonale e a croce greca ma non fu mai utilizzata per funzioni religiose in quanto non fu mai completata nelle finiture, negli arredi, nella pavimentazione e nei serramenti.
Nel Seicento venne restaurato e ampliato l’antico Oratorio e si costruì la cappella di Sant’Anna (1690) che veniva utilizzata come ossario per i morti sepolti a San Michele; per questo motivo divenne meta di frequenti processioni in commemorazione dei morti. Cessando le epidemie, la devozione per i morti di San Michele andò via via diminuendo e al suo posto presero posto manifestazioni e feste popolari che diedero origine alla Sagra di San Michele. Da documenti risalenti probabilmente al Settecento si rileva che la sagra ospitava spesso più di 100 banchetti. La sagra vide il massimo dello splendore nell’Ottocento tanto che nel 1883 vi presenziò la regina Margherita di Savoia.